# Devon (ostrov)
Ostrov Devon (anglicky Devon Island, francouzsky Île Devon, inuktitutsky Tatlurutit) je součástí kanadských ostrovů královny Alžběty. S rozlohou 55 247 km² jde o druhý největší ostrov tohoto souostroví (po Ellesmerově ostrově), šestý největší ostrov Kanady a 27. největší ostrov světa.
V současnosti je Devon největším neobydleným ostrovem světa. Nachází se zde základna Dundas Harbour, která byla založena v roce 1924 a definitivně opuštěna v roce 1951. V roce 2017 na ostrově NASA vybudovala zařízení pro vývoj a testování robota, které zamýšlí nasadit na kolonizaci Marsu.

## Geografie
Východní část ostrova je převážně pokryta ledovcem (Devon Ice Cap).
V této oblasti se také nachází nejvyšší bod ostrova (nadmořská výška 1920 metrů).
Přibližně uprostřed ostrova se nachází kráter Haughton o průměru zhruba 23 km. Přírodní podmínky (zejména klima) se zde podobají podmínkám na Marsu, probíhá zde proto simulace podmínek pro život a práci na Rudé planetě a výzkum v mnoha souvisejících oblastech.
Na severozápadu ostrova se nachází poloostrov Grinnell.

## Historie
Ostrov objevili v roce 1616 Robert Bylot a William Baffin. William Parry mu dal název podle anglického hrabství (původně „Severní Devon“). Od roku 1999 je ostrov součástí oblasti Qikiqtaaluk v rámci teritoria Nunavut.

## Fauna
Ostrov je po většinu roku pokryt sněhem, který roztaje pouze na 45 až 50 dní. Drsné klima snáší jen málo vyšších živočichů, patří k nim pižmoň severní, alkoun obecný a buřňák lední.
V roce 2007 zde byly nalezeny pozůstatky předka ploutvonožců nazvaného Puijila.